# Spanyolország a 2018. évi téli olimpiai játékokon
Spanyolország a dél-koreai Phjongcshangban megrendezett 2018. évi téli olimpiai játékok egyik részt vevő nemzete volt. Az országot az olimpián 5 sportágban 13 sportoló képviselte, akik összesen 2 érmet szereztek.

## Érmesek
| Érem  | Versenyző        | Sportág     | Versenyszám           |
| ----- | ---------------- | ----------- | --------------------- |
| Bronz | Javier Fernández | Műkorcsolya | Férfi egyéni          |
| Bronz | Regino Hernández | Snowboard   | Férfi snowboard cross |

## Alpesisí
Férfi
| Versenyző        | Versenyszám      | 1. futam      | 1. futam      | 2. futam      | 2. futam      | Összesítés | Összesítés |
| Versenyző        | Versenyszám      | Idő           | Hely.         | Idő           | Hely.         | Idő        | Helyezés   |
| ---------------- | ---------------- | ------------- | ------------- | ------------- | ------------- | ---------- | ---------- |
| Juan del Campo   | Óriás-műlesiklás | 1:13,39       | 39.           | nem ért célba | nem ért célba | kiesett    | kiesett    |
| Juan del Campo   | Műlesiklás       | nem ért célba | nem ért célba | kiesett       | kiesett       | kiesett    | kiesett    |
| Joaquim Salarich | Műlesiklás       | 52,07         | 33.           | nem ért célba | nem ért célba | kiesett    | kiesett    |

## Műkorcsolya
| Versenyző                     | Versenyszám  | Rövid program | Rövid program | Kűr     | Kűr     | Összesítés | Összesítés |
| Versenyző                     | Versenyszám  | Pont          | Hely.         | Pont    | Hely.   | Pont       | Helyezés   |
| ----------------------------- | ------------ | ------------- | ------------- | ------- | ------- | ---------- | ---------- |
| Javier Fernández              | Férfi egyéni | 107,58        | 2.            | 197,66  | 4.      | 305,24     |            |
| Felipe Montoya                | Férfi egyéni | 52,41         | 29.           | kiesett | kiesett | kiesett    | kiesett    |
| Sara Hurtado Kirill Khaliavin | Jégtánc      | 66,93         | 12.           | 101,40  | 11.     | 168,33     | 12.        |

## Sífutás
Távolsági
Férfi
| Versenyző           | Versenyszám | Klasszikus | Klasszikus | Szabad  | Szabad | Összesen      | Összesen      |               |
| Versenyző           | Versenyszám | Idő        | Hely.      | Idő     | Hely.  | Idő           | Helyezés      |               |
| ------------------- | ----------- | ---------- | ---------- | ------- | ------ | ------------- | ------------- | ------------- |
| Imanol Rojo         | 15 km       |            |            |         |        | 37:35,5       | 58.           |               |
| Imanol Rojo         | 30 km       | 43:27,4    | 49.        | 39:05,3 | 54.    | 1:23:06,5     | 46.           |               |
| Imanol Rojo         | 50 km       |            |            |         |        | 2:19:10,1     | 33.           |               |
| Martí Vigo del Arco | 15 km       |            |            |         |        | nem ért célba | nem ért célba | nem ért célba |

Sprint
| Versenyző                       | Versenyszám        | Selejtező | Selejtező | Negyeddöntő | Negyeddöntő | Elődöntő | Elődöntő | Döntő   | Helyezés |
| Versenyző                       | Versenyszám        | Idő       | Hely.     | Idő         | Hely.       | Idő      | Hely.    | Idő     | Helyezés |
| ------------------------------- | ------------------ | --------- | --------- | ----------- | ----------- | -------- | -------- | ------- | -------- |
| Imanol Rojo Martí Vigo del Arco | Férfi csapatsprint | 16:59,83  | 10.       | kiesett     | kiesett     | kiesett  | kiesett  | kiesett | 16.      |

## Snowboard
Akrobatika
Női
| Versenyző         | Versenyszám | Selejtező | Selejtező | Selejtező     | Selejtező | Döntő    | Döntő    | Döntő    | Döntő         | Döntő    |
| Versenyző         | Versenyszám | 1. futam  | 2. futam  | Jobb eredmény | Hely.     | 1. futam | 2. futam | 3. futam | Jobb eredmény | Helyezés |
| ----------------- | ----------- | --------- | --------- | ------------- | --------- | -------- | -------- | -------- | ------------- | -------- |
| Queralt Castellet | Halfpipe    | 71,50     | 45,50     | 71,50         | 5.        | 59,75    | 67,75    | 43,75    | 67,75         | 7.       |

Snowboard cross
| Versenyző        | Versenyszám | Selejtező | Selejtező | Selejtező | Selejtező | Selejtező     | Selejtező | Nyolcaddöntő  | Negyeddöntő | Elődöntő | Döntő    | Helyezés |
| Versenyző        | Versenyszám | 1. futam  | 1. futam  | 2. futam  | 2. futam  | Jobb eredmény | Kiemelés  | Nyolcaddöntő  | Negyeddöntő | Elődöntő | Döntő    | Helyezés |
| Versenyző        | Versenyszám | Idő       | Hely.     | Idő       | Hely.     | Jobb eredmény | Kiemelés  | Helyezés      | Helyezés    | Helyezés | Helyezés | Helyezés |
| ---------------- | ----------- | --------- | --------- | --------- | --------- | ------------- | --------- | ------------- | ----------- | -------- | -------- | -------- |
| Lucas Eguibar    | Férfi       | 1:18,42   | 36.       | 1:14,45   | 2.        | 1:14,45       | 26        | nem ért célba | kiesett     | kiesett  | kiesett  | 33.      |
| Regino Hernández | Férfi       | 1:13,67   | 3.        | kiemelt   | kiemelt   | 1:13,67       | 3.        | 3.            | 1.          | 1.       | 3.       |          |
| Laro Herrero     | Férfi       | 1:17,62   | 35.       | 1:16,97   | 11.       | 1:16,97       | 37.       | 5.            | kiesett     | kiesett  | kiesett  | 38.      |

## Szkeleton
| Versenyző       | Versenyszám | 1. futam | 1. futam | 2. futam | 2. futam | 3. futam | 3. futam | 4. futam | 4. futam | Összesítés | Összesítés |
| Versenyző       | Versenyszám | Idő      | Hely.    | Idő      | Hely.    | Idő      | Hely.    | Idő      | Hely.    | Idő        | Helyezés   |
| --------------- | ----------- | -------- | -------- | -------- | -------- | -------- | -------- | -------- | -------- | ---------- | ---------- |
| Ander Mirambell | Férfi       | 51,64    | 21.      | 52,06    | 26.      | 51,59    | 22.      | kiesett  | kiesett  | 2:35,29    | 23.        |